# Station Crowborough
Crowborough is een spoorwegstation van National Rail in Crowborough, Wealden in Engeland. Het station is eigendom van Network Rail en wordt beheerd door Southern. 